# ジャック・ペリー
ジャック・ペリー（Jack Perry, 1997年6月16日 - ）は、アメリカ合衆国カリフォルニア州ロサンゼルス出身のプロレスラー。AEW所属。父は俳優のルーク・ペリー、祖父は小説家、映画監督のアラン・シャープ。

## 経歴

### AEW
2019年1月にAEWと契約。リングネームはジャングル・ボーイ。7月にはルチャザウルスとのタッグチーム「ジュラシック・エクスプレス」を結成し、クリスチャン・ケイジとも協力するようになった。
2022年1月5日のダイナマイトにてルチャザウルスと共にAEW世界タッグチーム王座を初戴冠した。同年6月15日、ヤング・バックスに敗れて王座陥落。この試合後にクリスチャンから裏切られ、攻撃を受けた。これをきっかけにクリスチャンと抗争を開始し、9月4日のPPV『オール・アウト』でシングルマッチを行ったが、タッグパートナーのルチャザウルスがペリーを裏切ってクリスチャンに加担し、わずか20秒で敗北。ジュラシック・エクスプレスは解散となった。11月19日のPPV『フル・ギア』よりリングネームを本名のジャック・ペリーに変更し、金網マッチでルチャザウルスに勝利した。その後はイーサン・ペイジらのユニット「ザ・ファーム」と短期間の抗争を開始し、フックと共闘するようになる。
2023年2月15日のダイナマイトにて、怪我から復帰したクリスチャン・ケイジに襲撃され再び抗争を開始。3月5日のPPV『レボリューション』にて、棺桶マッチで勝利した。5月28日のPPV『ダブル・オア・ナッシング』ではフェイタル4ウェイマッチでAEW世界王座に挑戦したが、敗れた。6月25日、『AEW x NJPW: FORBIDDEN DOOR』にてSANADAの持つIWGP世界ヘビー級王座に挑戦するも敗北。試合後にタッグパートナーのフックを裏切って攻撃し、ヒールターンした。7月19日、フックに勝利してFTW王座を初戴冠。フックは2021年のデビュー以降、シングルマッチで初の敗北となった。しかし、8月27日のPPV『オール・イン』でフックとの再戦に敗れ、王座陥落した。この試合中に、試合で使われた車のフロントガラスを叩き、カメラに向かって「これがなにか分かるか？本物のガラスだ！」とアピールした。これはCMパンクとの試合で本物のガラスを使用する予定だったところをパンクが拒否したため、それに対する返答とされている。同日、バックステージで試合直前のパンクと口論になり、乱闘に発展。パンクの対戦相手のサモア・ジョーが仲裁に入った。1週間後、パンクは契約を解除され、ペリーは無期限の出場停止処分を受けた。
2024年4月21日のPPV『ダイナスティ』にて、AEW世界タッグチーム王座戦に突如乱入し、ヤング・バックスの戴冠をアシスト。約8ヶ月ぶりのAEW復帰を果たし、The Eliteに加入した。26日のダイナマイトではThe Eliteの面々と共にAEW社長のトニー・カーンをリング上で襲撃した。5月26日のPPV『ダブル・オア・ナッシング』にて、The Elite対チームAEW（ブライアン・ダニエルソン、ダービー・アリン、キャッシュ・ウィーラー、ダックス・ハーウッド）のノールール8人タッグマッチに出場。試合途中でアリンに火炎放射器で足を燃やされ一時離脱するが終盤に復帰し、ダニエルソンをフォールして勝利した。6月30日、『AEW x NJPW: FORBIDDEN DOOR』にて空位となっていたAEW TNT王座を賭けたラダーマッチに勝利し、王座を初戴冠した。その後はオープン・チャレンジで防衛戦を行い、マルコ・スタント、リオ・ラッシュ、クリストファー・ダニエルズ、鈴木みのる、アクション・アンドレッティらを相手に勝利を重ねた。7月24日のPPV『ブラッド・アンド・ガッツ』ではThe Elite対チームAEW（スワーブ・ストリックランド、ダービー・アリン、マーク・ブリスコ、アンソニー・ボーエンズ、マックス・キャスター）のブラッド・アンド・ガッツマッチ（タップか降参が勝利条件）に出場。終盤、ペリーがアリンに拘束されて体にガソリンをかけられ、ライターで発火されそうになるとマット・ジャクソンが降参を宣言し、The Eliteの敗北となった。8月17日のコリジョンにて、黒く塗装した新たなデザインのTNT王座を披露した。8月25日のPPV『オール・イン』ではダービー・アリンとの棺桶マッチに勝利し、TNT王座を防衛した。9月4日のPPV『オール・アウト』ではブライアン・ダニエルソンの持つAEW世界王座に挑戦したが、敗れた。10月12日のPPV『レッスルドリーム』では柴田勝頼に勝利し、TNT王座を防衛した。11月23日のPPV『フル・ギア』にてダニエル・ガルシアに敗れ、TNT王座から陥落した。

### 新日本プロレス
2024年1月13日、新日本プロレスのPPV『バトル・イン・ザ・バレー』にサプライズ参戦。海野翔太を襲撃し、リング上でAEWとの契約書を破り捨てた。3月6日の大田区総合体育館大会にて初めて日本で試合を行い、NEW JAPAN CUPの初戦で海野と対戦。HOUSE OF TORTURE（H.O.T）の介入に助けられ勝利し、試合後にH.O.Tへ加入した。4月12日のシカゴ大会で海野との再戦に敗北。試合後は海野と握手し、健闘を称え合った。
2025年1月5日、新日本プロレスとAEWの合同興業『レッスル・ダイナスティ』にて辻陽太の持つIWGP GLOBALヘビー級王座に挑戦したが、敗れた。

## 得意技

### フィニッシュ・ホールド
Glass Jaw（グラス・ジョー）
高く飛び上がって繰り出す膝蹴り。
技名である「グラスジョー」とは、直訳するとガラスの顎となり、転じて格闘技やボクシング界では顎が脆くKO負けが多い選手の事を指したりもする。
スネア・トラップ
クロス式STF。

### 打撃技
カナディアン・デストロイヤー
ブレーンバスター
ミサイルキック
スーパーキック

### 投げ技
ジャーマン・スープレックス
トルネードDDT
エレベイテッドDDT
スイング式DDT

### 空中技
スーサイド・ダイブ
ムーンサルトプレス

### フォール技
リバース式ハリケーン・ラナ

## 獲得タイトル
AEW
- AEW TNT王座：1回
- AEW世界タッグチーム王座：1回

w / ルチャザウルス
- FTW王座：1回

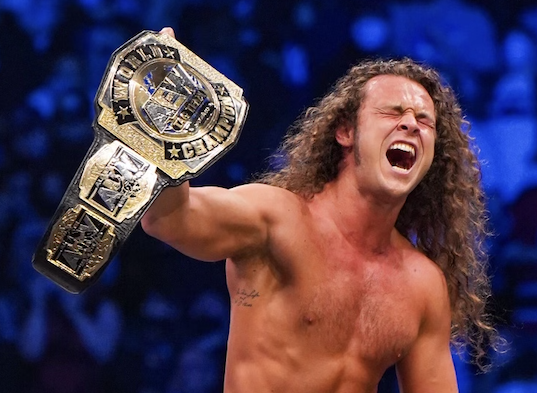
AEW世界タッグチーム王座
(写真下はルチャザウルス)

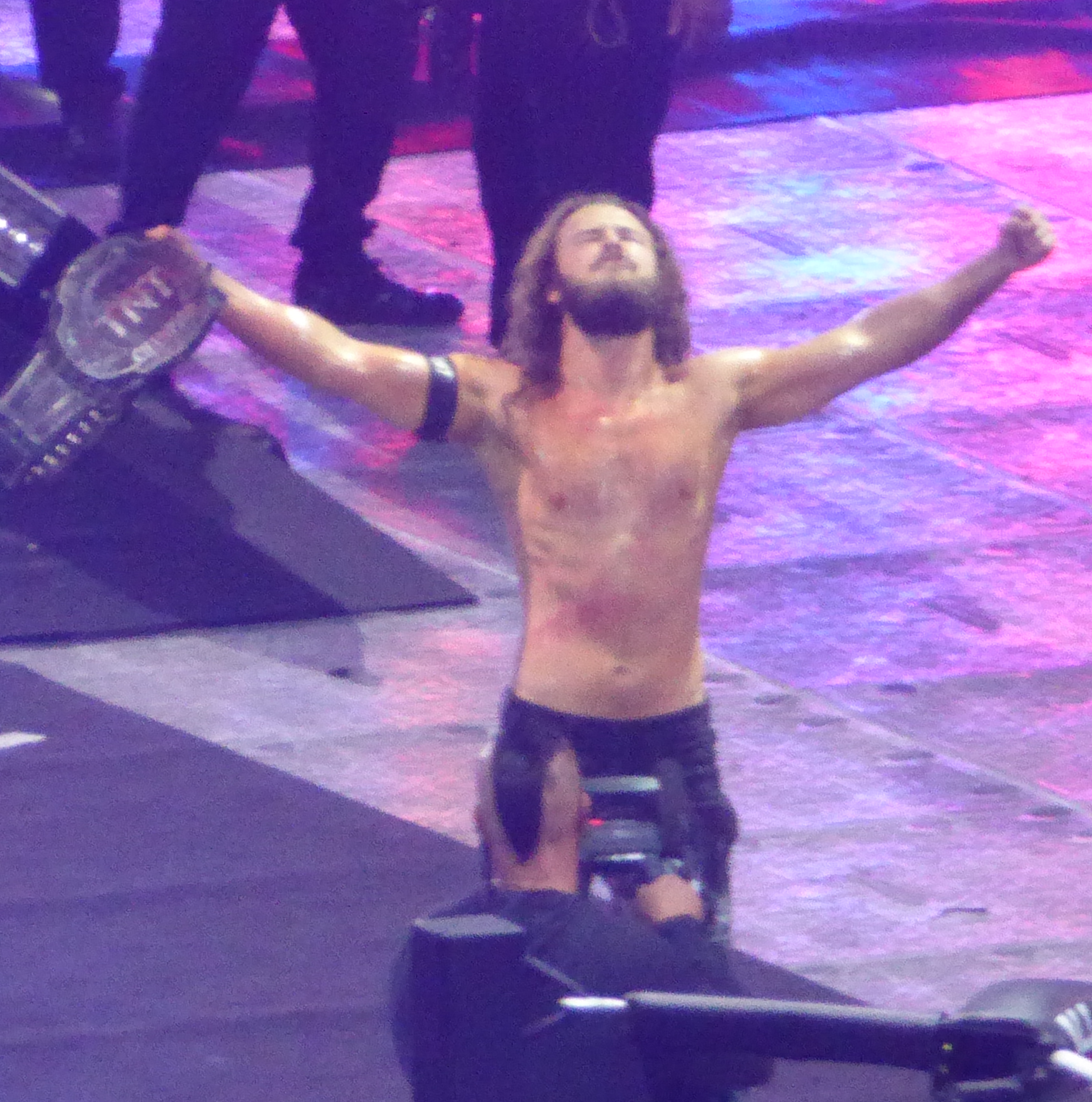
AEW TNT王座

- 男子カジノ・バトルロイヤル優勝：1回（2021年）

オール・プロレスリング
- APWジュニアヘビー級王座：1回

レボリューション・イースタン・レスリング
- REWパキスタン・24/7王座：1回

DDTプロレスリング
- アイアンマンヘビーメタル級王座：1回

| 年   | 2019 | 2020 | 2021 | 2022 | 2023 | 2024 |
| ---- | ---- | ---- | ---- | ---- | ---- | ---- |
| 順位 | 280  | 93   | 69   | 90   | 73   | 59   |

## 人物
2021年6月に、同じくAEWに所属する女子プロレスラーのアナ・ジェイと結婚した。